# Jan Kavale
Jan Kavale (* 24. června 1953 Žichovice) je sušický fotograf, regionální publicista a autor povídek (se zaměřením na jižní Čechy a Šumavu).

## Život

### Studia a začátky
Jan Kavale se narodil 24. června 1953 v Žichovicích v okrese Klatovy. Jeho první fotografická zkušenost se započala kolem roku 1968, kdy začal pořizovat své první snímky fotoaparátem od firmy Leica (Leica II, dárek od otce). Po skončení středoškolského studia na Střední průmyslové škole strojní v Klatovech a po absolvování povinné základní vojenské služby začal pracoval ve firmě Proagro Klatovy (provoz Sušice). Členem fotografického kubu Svazu českých fotografů (SČF) Sušice se stal v roce 1975 (a byl jím až do roku 1989). (Tady jej do tajů fotografie zasvětil František Košťálek.) Kavale se záhy (v rámci fotoklubu) prezentoval svými snímky na různých soutěžích, na výstavách a to i na celostátní úrovni. Od fotoaparátu značky Leica II přešel postupně na aparáty dalších výrobců a značek (Praktica, Pentax (Pentax super A), Fuji, Yashica, Flexaret). Zpočátku se soustředil na krajinářskou fotografii šumavských motivů (vodní toky a plochy, hory a pohoří).

### 90. léta 20. století
Pod hlavičkou firmy Fotorisk začal Kavale fotografovat začátkem 90. let 20. století a také spolupracoval převážně s nakladatelstvím a vydavatelstvím JPS COUNTRY Sušice. Tato firma se specializuje na jednoobrázkové a okénkové pohlednice z turisticky atraktivních šumavských lokalit. V rámci spolupráce s tímto subjektem vydal Jan Kavale asi 300 pohlednic (převážně šumavská tematika), dále pak propagační letáky, brožury, vizitky a kalendáře Šumavy.

### Po roce 2000

#### Publikace (výběr)
Od roku 1999 začal Jan Kavale vydávat samostatně vlastní řadu publikací. Některé z nich doplnili texty jiných autorů, ale Jan Kavale byl autorem převážné většiny fotografického doprovodu těchto knih:
- Kavale, Jan. Šumava = Böhmerwald.Vodstvo- Gewässer. Klatovy: (s.n.), 2002; 53 stran : ilustrace; (fotografická publikace s tematikou šumavských potoků, řek, jezer, slatí, ...);[8]
- Kavale, Jan, Hubený, Pavel a Hubený, Pavel. Šumava rozkvetlá = Böhmerwald in der Blüte. Překlad Kamil Švelch. Žichovice: Fotorisk Jan Kavale, 2004; 92 stran + ilustrace;[8]
- Kavale, Jan a Hubený, Pavel. Šumava - chalupy = Böhmerwald - Landhäuser. Žichovice: J. Kavale, 2006; 132 stran;[8]
- Kavale, Jan. Šumava: stromy a les = Böhmerwald: Bäume und Wald. Překlad Kamil Švelch. Žichovice: Jan Kavale, 2008; 168 stran;[8]
- Kavale, Jan. Šumava z ptačí perspektivy = Böhmerwald in der Vogelschau. Žichovice: Jan Kavale, 2009; 228 stran;[8]
- Kavale, Jan. Šumava jako malovaná. Žichovice: Jan Kavale, 2011; 156 stran;[8]
- Kavale, Jan a Bisinger, Bohuslav. Příběhy lidí a zvířat Šumavy. Žichovice: J. Kavale, 2011; 157 stran + 15 stran obrazových příloh; ISBN 978-80-260-0784-5;
- Staňková, Andrea. Sušice - brána Šumavy. (fotografie: Jan Kavale); Klatovy: nakladatelství Typos, 2012; 155 stran ISBN 978-80-905226-0-2;[8]
- Kavale, Jan, Horpeniak, Vladimír a Pojar, Břetislav. Otava: perla mezi řekami. 1. vydání, Klatovy: Typos, 2014; 215 stran; ISBN 978-80-905226-1-9;
- Kavale, Jan a Bisinger, Bohuslav. Příběhy potoků a řek Šumavy. Klatovy: (nakladatel není znám); 2015; 127 stran + 8 nečíslovaných stran obrazových příloh; ISBN 978-80-905226-4-0;[8]
- Kavale, Jan. Příběhy šumavského lesa. Klatovy: [Typos], 2016; 151 stran; ISBN 978-80-905226-6-4 (povídková kniha).

#### Povídkové knihy
Jan Kavale je autorem několika povídkových knih:
- Kavale, Jan. Zakázaná archeologie na Šumavě. [České Budějovice]: Karmášek, 2008; 93 stran; ISBN 978-80-87101-10-0; (povídková kniha o pololegálních a nelegálních hledačích pokladů, lovcích vltavínů, sběratelích militárií,...);[8]
- Kavale, Jan. Příběhy starých cest Šumavy. Sušice: Typos, 2009; 165 stran; ISBN 978-80-254-5854-9; (povídková kniha ze života lidí z oblasti Šumavy a Pošumaví, z prostředí pytláků, pašeráků, kupců, ...);[8]
- Kavale, Jan. Příběhy kamenů a skal Šumavy. (Klatovy: Typos), 2010; 168 stran; ISBN 978-80-254-7449-5;[8]
- Kavale, Jan. Příběhy lidí a zvířat Šumavy. S. l.: s. n., 2013; 132 stran; ISBN 978-80-260-0784-5.[8]

#### Cestopisy
Spolu se spisovatelem (a cestovatelem) Liborem Chvojkou absolvoval Kavale několik zahraničních cest, jejichž výsledkem byla série „společně“ vydaných publikací (jejich alternativní názvy končí souslovím: „s děravou kapsou“) obsahujících četné Kavaleho snímky:
- Chvojka, Libor. Turistické putování národními parky západu Kanady, Yukonem, Aljaškou a USA: léto 1999. (Alternativní název publikace: Severní Amerikou s děravou kapsou.); Fotografie: Jan Kavale + Libor Chvojka; 1. vydání Praha: Laguna, 2001; 195 stran ISBN 80-86274-33-0; (obrazový cestopis);[7]
- Chvojka, Libor. Turistické putování Novým Zélandem. (Alternativní název: „Novým Zélandem s děravou kapsou“); Fotografie: Jan Kavale; 1. vydání Praha: Art D-Grafický atelier Černý, 2004; 160 stran; ISBN 80-902892-3-1; (obrazový cestopis);[7]
- Chvojka, Libor. Turistické putování Tasmánií a jihovýchodní Austrálií. (Alternativní název: Tasmánií a jihovýchodní Austrálií s děravou kapsou nebo jen zkráceně: Tasmánií s děravou kapsou); Fotografie: Jan Kavale; První vydání. Žichovice: Fotorisk Jan Kavale, 2006; 150 stran; ISBN 80-87368-12-6;
- Chvojka, Libor. Říší Inků s děravou kapsou. 1. vydání Žichovice: Fotorisk, 2009; 205 stran; ISBN 978-80-254-6159-4.

#### Další fotografické aktivity
Jan Kavale pracuje od roku 2004 výhradně s digitální fotografickou technikou. V roce 2004 zahájil spolupráci s plzeňským regionálním nakladatelstvím RegionAll Hany Voděrové (* 26. srpna 1960). Pro nově vzniklý časopis Vítaný host na Šumavě a v Českém lese se stal fotografem od roku 2007. Jeho snímky byly (a jsou) průběžně otiskovány v různých novinách a časopisech.
Jeho snímky byly použity na obálkách knih některých autorů (Milan Pokorný, Jarmila Sucháčová, Marie Malá) i v některých publikacích vydávaných nakladatelstvím V ráji (například fotografie pro obrazového průvodce Srdcem Evropy - Česká republika). Jeho fotografie pravidelně užívají tuzemské cestovní kanceláře na nejrůznějších veletrzích cestovního ruchu. Vybrané snímky Jana Kavaleho prezentovaly Českou republiku i na mezinárodních světových výstavách. Kavale vystavuje výsledky své fotografické činnosti v rámci jihočeského regionu. V roce 2010 vydalo nakladatelství Mladá fronta bilanční fotografickou publikaci s názvem Šumava: sto životních obrazů Jana Kavaleho.
Během své fotografické kariéry vydal a spolupracoval na více než 60 publikacích převážně s šumavskou tematikou. Originální a neopakovatelné fotografie Jana Kavaleho jsou často přítomny v soukromých bytech, interiérech penzionů, hotelů a firem nejen v jižních Čechách a na Šumavě.

#### Spolupráce s nakladatelstvími
Během svého působení spolupracoval Kavale s celou řadou nejrůznějších nakladatelství:
- Snímky do turistických průvodců, prospektů a kalendářů (nakladatelství KLETR Plzeň);
- Snímky pro mapy a průvodce v rámci spolupráce s nakladatelstvím SHOCART;
- Fotografie hradu Kašperk pro knihu Památky České republiky - Hrady (nakladatelství ALTAIR Trutnov);
- Fotografie města Sušice pro knihu Česká republika (nakladatelství SRDCE Ostrava);
- Fotografie pro knihu Heseman - Tothová Záhadné kruhy v obilí. (nakladatelství ETNA Praha);
- Fotografie pro kalendáře Šumavy (nakladatelství Vladimír Širlo Děčín);
- Snímky firemního charakteru a kalendáře (agentura STONE ART Plzeň);

#### Spolupráce s dalšími subjekty
A byl to fotograf Jan Kavale, kdo dodával snímky pro obrazovou publikaci Procházka po krajích České republiky v rámci spolupráce s Ministerstvem pro místní rozvoj a firmou DADA, a.s. Praha. Také spolupracoval s Agenturou Ochrany přírody a krajiny České republiky (detašované pracoviště Brno). Kavaleho snímky lze nalézt i v encyklopedické obrazové publikaci Chráněná území České republiky-Českobudějovicko. Nezanedbatelná je i Kavaleho spolupráce při vzniku regionální literatury (Střípky z Žichovické historie – Ing. Zdeněk Ruda (* 1967 v Sušici); Z podhůří Šumavy – Jaroslava Sucháčová (* 24. dubna 1933 – 23. března 2014) a Ludmila Hromádková; Vlastivěda Klatovska – příroda – Okresní muzeum Klatovy; Střípky vzpomínek – František Daniel Merth; Očima přátel – OÚ Strašín.)